# رود لوسمینا
رود لوسمینا (انگلیسی: Losmina) یک رودخانه در استان اسمولنسک کشور روسیه است.